# 旧小寺家厩舎

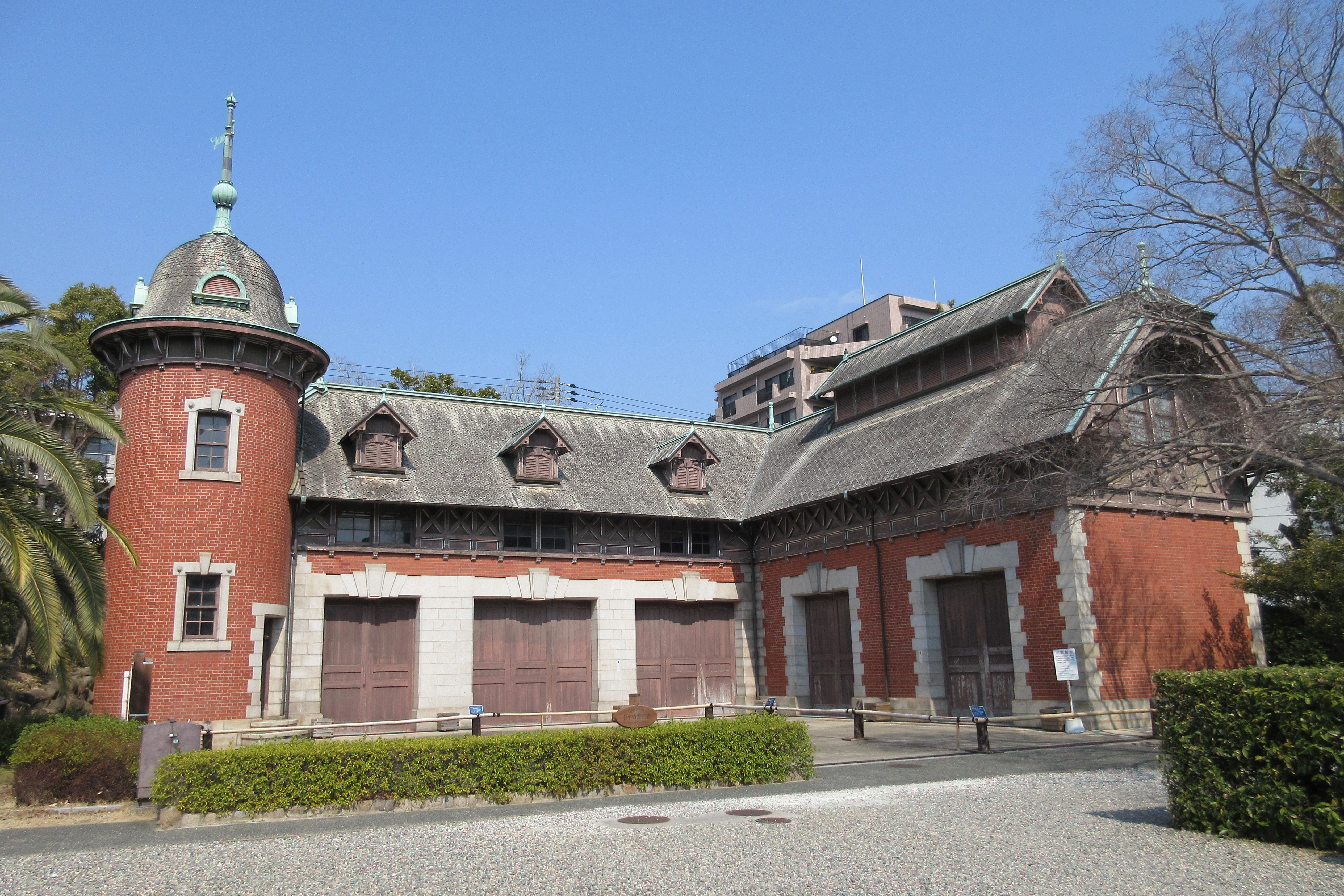
旧小寺家厩舎

旧小寺家厩舎（きゅうこでらけきゅうしゃ）は兵庫県神戸市中央区の相楽園内にある西洋スタイルの厩舎建築。建築家河合浩蔵の設計で1910年に竣工したもの。1970年に国の重要文化財に指定されている。
この建物は相楽園を築いた実業家小寺泰次郎の息子である元神戸市長・小寺謙吉が園内の一角に建てたもの。相楽園に残っている戦前の数少ない遺構の一つである。建物平面はL字型、 1階は左側が馬車庫で右側が馬房、2階は厩務員宿舎という用途で、1階が煉瓦造、2階が木骨煉瓦造という構造である。外観は円型塔屋や急勾配の屋根・屋根窓と切妻飾り等々、ドイツ民家風の重厚な意匠に飾られている。

## 建築概要
- 設計― 河合浩蔵
- 竣工― 1910年頃
- 構造― 煉瓦造2階建て（2階部分は木骨煉瓦造）、一部吹抜、塔屋付、スレート葺
- 建築面積― 188.1m2
- 所在地― 〒650-0004 兵庫県神戸市中央区中山手通5-3-1 相楽園内

## 文化財指定
以下の物件が国の重要文化財に指定されている（1970年6月17日指定、附指定物件は1981年6月5日追加指定）。
- 旧小寺家厩舎（兵庫県神戸市生田区中山手通）1棟

（以下、附指定）
- 作業場 1所
- 設計図 66枚
- 予算書及び工事仕様書 1冊

## ギャラリー

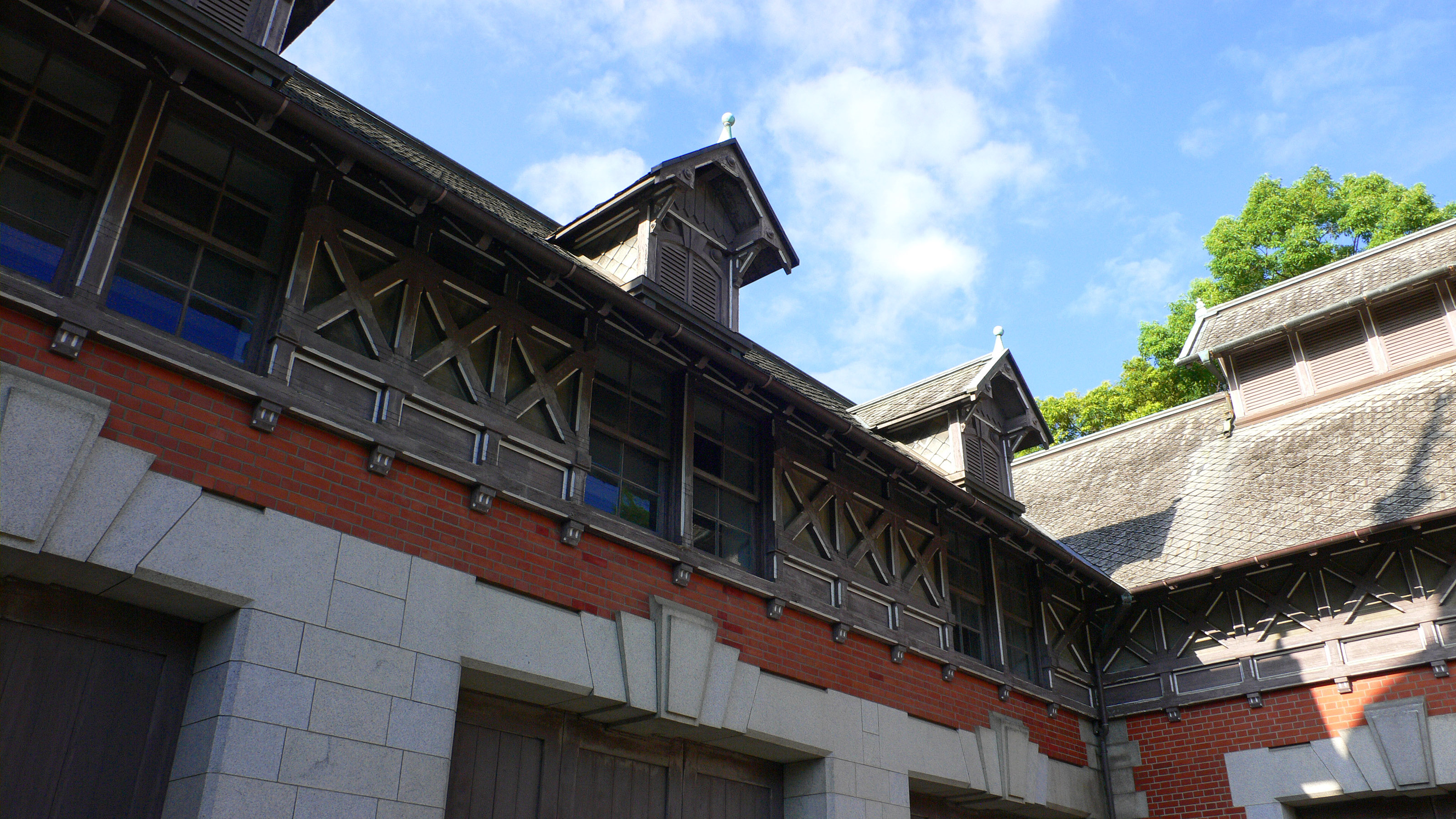
屋根
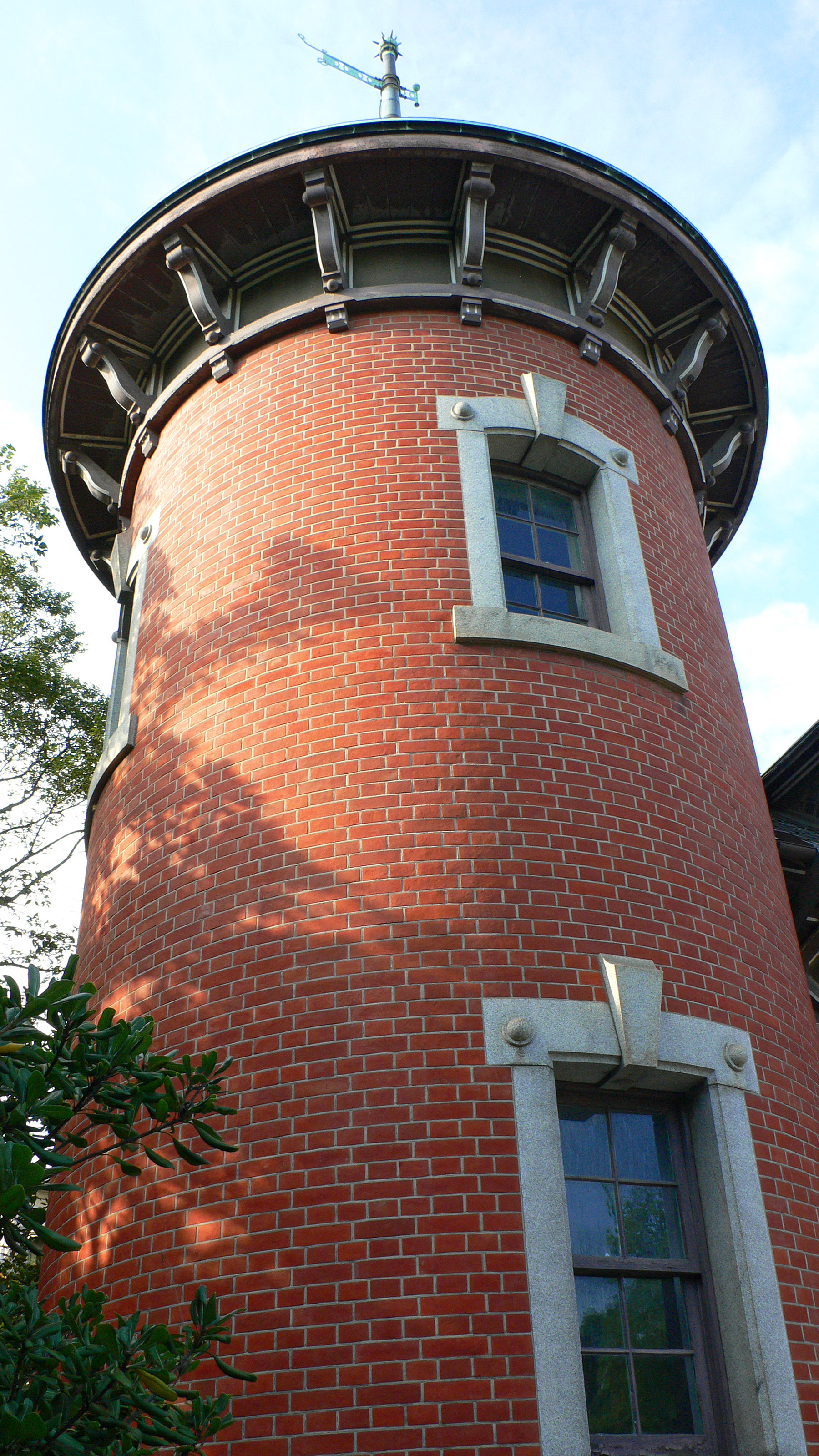
円形塔屋
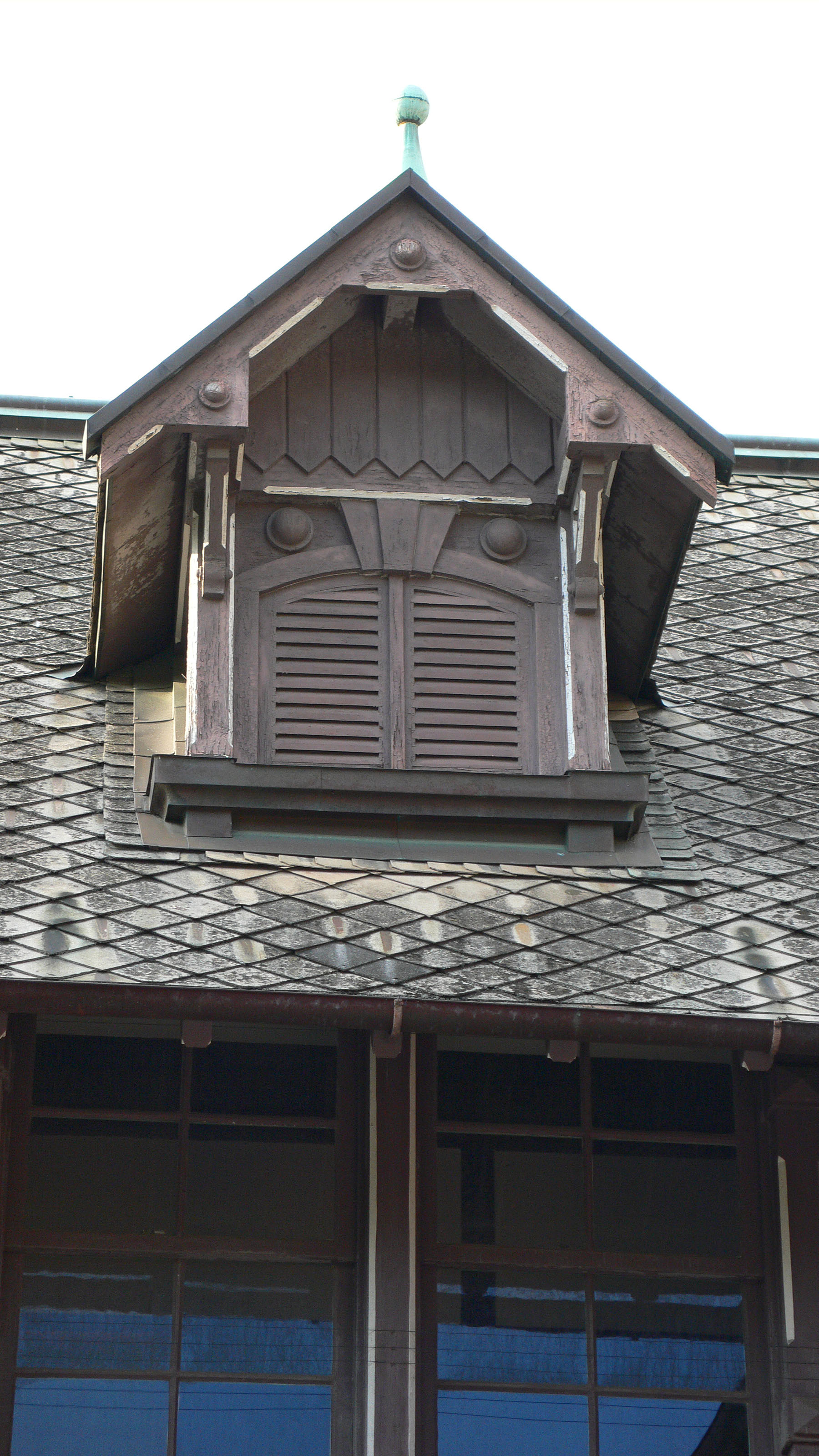
屋根窓
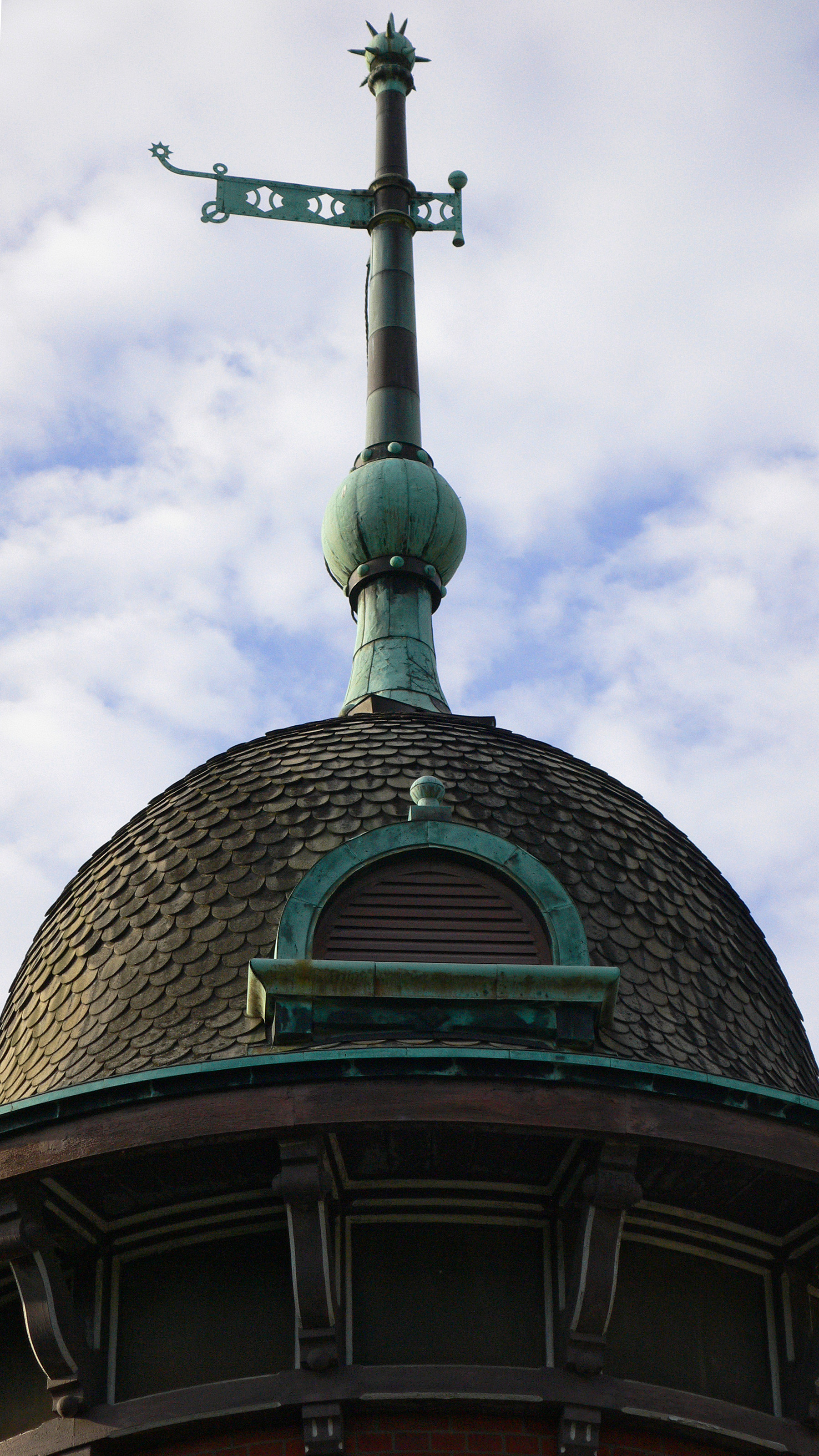
塔屋ドーム

## 交通アクセス
- 山陽新幹線 新神戸駅 徒歩18分
- 神戸市営地下鉄西神・山手線 県庁前駅 徒歩5分
- JR神戸線 元町駅 下車 徒歩10分
- 阪神本線 元町駅 下車 徒歩10分

## 周辺情報
- 相楽園
  - 旧ハッサム住宅
  - 船屋形
- 北野町山本通
- 北野工房のまち
- 神戸市水の科学博物館